# Milan Dolník
Milan Dolník (* 21. ledna 1952) byl slovenský a československý politik Komunistické strany Slovenska a poslanec Sněmovny lidu Federálního shromáždění za normalizace.

## Biografie
K roku 1986 se profesně uvádí jako vedoucí zemědělské mechanizace JZD. Ve volbách roku 1986 zasedl za KSS do Sněmovny lidu (volební obvod č. 180 – Bytča, Středoslovenský kraj). Ve Federálním shromáždění setrval do konce funkčního období, tedy do svobodných voleb roku 1990. Netýkal se ho proces kooptací do Federálního shromáždění po sametové revoluci.